# Economia del Giappone
L'economia del Giappone è al quarto posto al mondo dopo quelle di Stati Uniti, Cina e Germania, con un prodotto interno lordo di 4.213 miliardi di dollari nel 2023. Caratterizzata da un forte dominio da parte di grandi aziende private (keiretsu) e dall'elevata qualità di vita della popolazione, vede la prevalenza dei settori terziario (banche, assicurazioni, commercio, comunicazione, trasporti, intrattenimento) e dell'industria (automobili, motociclette, navi, petrolio, elettronica di consumo, microelettronica, robotica).
Nel 2016, il debito pro capite del Giappone è il più alto al mondo.

## I trattati ineguali e la Restaurazione Meiji
In età preindustriale il Giappone aveva grandi città e mercati molto attivi ed un sistema creditizio sviluppato. Inoltre poteva vantare una classe dirigente, quella dei samurai, molto istruita, sebbene non si dedicasse agli affari, che erano lasciati nelle mani del popolo.
Un radicale cambiamento per il Giappone si ebbe nel 1853, quando l'Ammiraglio americano Matthew Perry costrinse il Paese ad aprirsi all'Occidente, minacciando altrimenti di bombardare Tokyo. Il Giappone fu così costretto a firmare i Trattati ineguali, che sarebbero stati aboliti solo alla fine del secolo, con i quali si impegnava ad aprirsi al commercio internazionale e a non imporre dazi superiori al 5%. Al contrario della Cina, che in una situazione simile reagì con rivolte xenofobe come quella dei Boxer, il Giappone si adattò alla nuova realtà del Paese. In seguito alla Restaurazione Meiji (1868), sotto l'Imperatore Mutsuhito fu avviata una serie di riforme come l'abolizione delle caste, la modernizzazione della burocrazia sul modello francese e l'introduzione di un sistema di istruzione efficiente e generalizzato. Furono anche rafforzati la marina, sul modello inglese, e l'esercito, sul modello prussiano. Ma soprattutto, i samurai furono privati del loro stipendio per spingerli a dedicarsi agli affari. Infine, nel 1882 fu istituita la Banca centrale e riformato l'intero sistema agricolo tessilario.
Lo Stato abbandonò ben presto la strategia di gestire imprese pubbliche e si limitò ad un ruolo di promozione e coordinamento del sistema economico. Nell'avviare l'industrializzazione del Paese si poneva tuttavia un problema: il Giappone era piccolo ed aveva scarse risorse naturali, motivo per cui aveva necessità di importare le materie prime necessarie a produrre i manufatti industriali. Per pagare le importazioni, tuttavia, occorreva esportare. I prodotti che permisero di rompere questo circolo vizioso fu la seta grezza ed, in misura minore, il tè. Inoltre, il Giappone iniziò una politica coloniale nell'Asia orientale e sud-orientale alla caccia di risorse naturali.
Le prime industrie a svilupparsi furono quella tessile e l'industria pesante, seguite dall'industria elettrica, Fu anche avviata la costruzione di un esteso sistema ferroviario. Tuttavia, l'industrializzazione procedeva a rilento e su piccola scala a causa dei Trattati ineguali, che impedivano quel poco di protezionismo necessario a proteggere l'industria nascente.

## Il Giappone tra le due guerre
Negli anni venti il Giappone conobbe un forte sviluppo economico, in particolare grazie al deprezzamento dello yen che facilitò le esportazioni, che aumentarono a partire dal 1924, mentre le importazioni iniziarono a calare dopo il 1926. Negli anni venti, dunque, l'economia giapponese crebbe in termini reali del 50%, mentre la capacità produttiva quadruplicò in particolare nel settore dell'energia elettrica e dell'acciaio. In questo periodo l'industria pesante crebbe in importanza a discapito della tradizionale industria tessile.
Pilastro della crescita furono gli zaibatsu, ovvero conglomerati finanziari-industriali, con al centro una famiglia di origine mercantile. Il 1º gennaio 1930 il Giappone tornò al gold standard, nell'ambito di una politica di monetaria ortodossa basata sul pareggio di bilancio e su bassi tassi d'interesse.
Durante la Grande depressione del 1929, il Giappone fu colpito in maniera limitata, anche se ne risentì molto in termini di disoccupazione. Grazie alle politiche del governo, la ripresa fu rapida e consistente. Il governo, infatti, svalutò lo yen, ridusse i tassi d'interesse e aumentò la spesa pubblica, anche con un piano di riarmo. Di conseguenza, tra il 1932 ed il 1935 le esportazioni raddoppiarono ed il PIL crebbe del 25%.

## Dal dopoguerra agli anni settanta
Nonostante i notevoli successi nella prima metà del Novecento, il Giappone era ancora un Paese arretrato rispetto all'Europa occidentale e la guerra peggiorò la situazione: nel 1950 il PIL pro capite era solo il 20% di quello degli Stati Uniti. Tuttavia, nei decenni successivi, la crescita economica gli consentì di raggiungere il 77% del pil pro capite americano nel 1995.
Tale crescita, ad un ritmo dell'8% annuo tra il 1950 ed il 1973, è stata spiegata in molti modi. Uno dei fattori fu senz'altro la particolare cultura giapponese, caratterizzata dai valori della lealtà, che, distolta da obiettivi nazionalistici, si rivolse verso l'impresa, con sindacati deboli e lavoratori che avanzavano richieste modeste rispetto ai loro colleghi occidentali. Inoltre, lo Stato poté rivolgere alla crescita dell'economia le risorse che aveva fino ad allora destinato all'apparato militare.
Dopo la guerra, il Giappone era sovrappopolato, con una scarsa area coltivabile e con pochissime materie prime. Per importare tali materie prime e le necessarie derrate alimentari occorreva esportare. Le esportazioni, tuttavia, erano rese difficili dai cattivi rapporti con i vicini asiatici e dalla reputazione delle merci giapponesi di essere di scarsa qualità ed originalità. I giapponesi si rivolsero allora ai mercati degli Stati Uniti e dell'Europa, dapprima riprendendo le innovazioni occidentali e poi riuscendo a sviluppare progetti avanzati anche da soli, affermandosi soprattutto nella produzione di mezzi di trasporto (auto, moto e navi) e di elettronica di consumo (radio, televisori, fotocamere e videocamere digitali, lettori audio e video, personal computer, console per videogiochi).
Le esportazioni erano rese competitive dai bassi salari, possibili grazie alla riserva di manodopera proveniente dal settore agricolo, che, divenuto molto efficiente grazie alla riforma agraria attuata dagli americani durante l'occupazione e alla meccanizzazione, necessitava di un minor numero di addetti. Si affermò poi un dualismo industriale. Da un lato, infatti, vi erano piccole imprese poco tecnologiche che sopravvivevano pagando bassi salari e che assorbivano i lavoratori che lasciavano le campagne; dall'altro vi erano le grandi imprese, che costituivano il vero motore della crescita. Tali grandi gruppi erano detti keiretsu e nacquero dalle ceneri dei vecchi zaibatsu, disciolti dopo la guerra.

### Risparmio e investimenti
I bassi salari permisero un alto tasso di risparmio, che a sua volta permetteva al Giappone di vantare il tasso di investimento più alto dell'area OCSE. Inoltre, poiché erano necessari poche spese nel rinnovo dell'edilizia e dei beni capitali, il Paese poté investire moltissimo nello sviluppo delle nuove infrastrutture produttive. Si cominciò anche ad investire all'estero, soprattutto attraverso le multinazionali giapponesi e le loro filiali estere. Gli investimenti diretti delle multinazionali passarono da 1,5 miliardi di dollari nel 1967 a 15,9 miliardi nel 1973, ovvero dall'1,4 al 6% del totale mondiale.

### Il ruolo dello Stato
Lo Stato cercò di favorire la crescita economica in vari modi. Innanzitutto, tramite un avanzato sistema educativo, favorito anche dal tradizionale rispetto giapponese per l'apprendimento.
Inoltre, lo Stato sostenne la creazione di cartelli e riuscì a limitare le importazioni di prodotti industriali pur rispettando formalmente gli accordi presi nell'ambito del GATT, ad esempio imposte sul consumo che favorivano i prodotti nazionali, razionamento della valuta straniera per rendere difficili i pagamenti delle importazioni o frequenti ed oscuri cambiamenti di dettagli tecnici necessari a commercializzare certi prodotti. Inoltre il governo incoraggiò l'importazione di tecnologia, tenne basso il costo del denaro e realizzò importanti infrastrutture.

## La crisi del Giappone
Negli anni novanta il Giappone ha visto un forte rallentamento della sua crescita economica. Tra il 1992 ed il 1999 il PIL è cresciuto ad un tasso medio di solo lo 0,8%, arrivando ad un -0,5% nel 2001. Tra le cause di questo declino vi sono l'eccessiva burocratizzazione, relazioni industriali troppo rigide, un mercato interno ancora arretrato ed un sistema politico vulnerabile alla corruzione.
A ciò si aggiunse la politica economica seguita durante gli anni ottanta, con un basso costo del denaro che, unita a risparmi molto elevati, produsse un'enorme massa di liquidità che facilitò le speculazioni, in particolare nel settore edile e finanziario. Quando nel 1989 la Banca centrale decise di alzare il tasso di sconto, i prezzi degli immobili e delle azioni crollarono, portando al fallimento di banche ed imprese. La domanda interna si ridusse e ciò, unito alle difficoltà nelle esportazioni per la concorrenza degli altri Paesi asiatici, indusse le imprese a tagliare i costi licenziando il personale.

### Crisi economica del 1997
Nel 1997, inoltre, il Giappone fu duramente colpito dalla crisi finanziaria asiatica. Allo scopo di tutelare i suoi investimenti nel sud-est asiatico e di proporsi come leader regionale affidabile in quel frangente di crisi, stanziò prestiti per 100 miliardi di dollari per i paesi colpiti, arrivando a offrire il doppio (19 miliardi di $) dei fondi stanziati dagli USA per Thailandia (il paese più colpito), Indonesia e Corea del Sud.
Successivamente ci fu un lungo periodo di riassestamento e riorganizzazione dei settori produttivi giapponesi. Solo dal 2006, in cui il PIL nel primo trimestre è cresciuto del 3,2% e non ci sono più voci negative, la crisi sembra del tutto superata.

## Risorse

### Agricoltura
Importante è la coltivazione del riso che occupa la maggior parte del territorio coltivabile, anche se il governo incoraggia ad alternarla con quella di frutta e ortaggi. Si coltiva anche: orzo, frumento, soia, tè, tabacco, canfora, barbabietola e canna da zucchero. È molto diffusa la coltivazione di alberi da frutta e di gelsi che alimentano l'industria della seta. Nonostante l'agricoltura venga condotta con mezzi moderni, a causa della ridotta estensione delle aree coltivate in rapporto alla superficie del paese (13%) e di un'alta densità abitativa, la produzione agricola non è sufficiente per soddisfare il fabbisogno, quindi il Giappone è costretto ad importare grandi quantità di derrate agroalimentari da altri paesi. In ogni caso, la produzione di riso riesce a soddisfare il fabbisogno interno, dato che occupa più della metà dell'arativo e sono possibili due raccolti all'anno. Le foreste, molto estese, occupano il 64% del territorio.

### Pesca

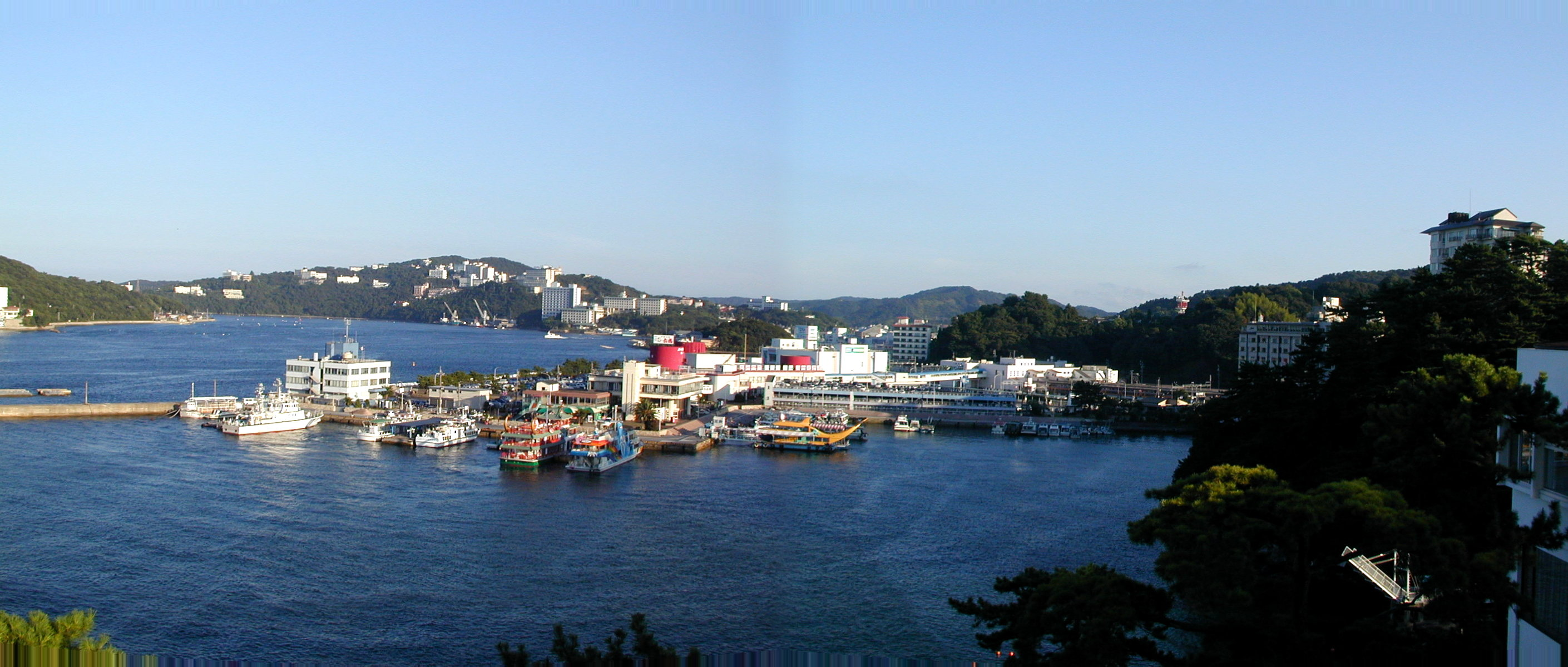
Baia di Toba

La pesca è uno dei settori di maggior importanza sia di quantità che di qualità. Il Giappone possiede una delle più grandi flotte del mondo per la pesca costiera, di altura e di profondità. Vengono pescati sardine, calamari, sgombri, tonni, salmoni e gamberetti.
I suoi pescherecci vanno sia in acque internazionali sia in acque nazionali. Essendo in mare aperto i pescherecci a bordo dovrebbero avere tutto l'occorrente per congelare e conservare il pesce, entrano in gioco così le cosiddette navi-officina. Dopo aver pescato il pesce i pescherecci trasportano il pescato in queste navi che hanno il compito di “inscatolarlo” direttamente così, per non doverlo fare una volta arrivati e per mantenere il pesce fresco.

### Risorse minerarie
Scarsi i giacimenti minerari, nei metalli prevalgono zinco (127.000 t.) e rame (13.000 t.), scarsi oro (6100 kg) e argento (150.000 kg). Ampi giacimenti di zolfo (1,6 milioni di t.). Giacimenti di carbone nel Kyūshū e nell'Hokkaidō.
A nord-ovest di Nagasaki è situata una miniera di carbone tuttora operativa.

### Energia
Il Giappone ha fatto notevoli progressi nella produzione di energia elettrica sfruttando sia fonti rinnovabili quali l'energia termica, l'energia idroelettrica e l'energia eolica che l'energia nucleare.
Prima di Fukushima (tsunami del 2011), circa il 30% del fabbisogno era coperto dalle 55 installazioni nucleari funzionanti. Circa il 60% proveniva dalle risorse "convenzionali" (gas naturale 29%, carbone 25%, e petrolio 7%).
Le fonti rinnovabili coprivano circa il 10% del totale, suddivise col 9% di energia idroelettrica, e le altre rinnovabili (solare, eolico, biomasse e geotermia) che contribuivano con solo l'1% del totale.
Dopo l'incidente del reattore di Fukushima, la percentuale dei combustibili fossili utilizzata è salita a ben il 90%.

## Industria
Le maggiori produzioni industriali sono situate nella Grande Area di Tokyo, e riguardano in pratica tutti i settori produttivi.
Il Paese è al secondo posto al mondo dopo la Cina per l'industria automobilistica (Toyota, Honda, Nissan, Suzuki) e al primo per l'elettronica di consumo (Sony, Panasonic, Toshiba, Canon, Sharp). Sono presenti anche i settori siderurgico, cantieristico, aerospaziale, elettrico, motociclistico, microelettronico, videoludico, chimico, farmaceutico, petrolchimico, alimentare, del tabacco, dei laterizi e degli strumenti musicali, infine uno molto importante risulta essere quello tessile con grandi marchi come: Bape, Comme Des Garcons e Asics
Per alcune produzioni, 
come motocicletta/motociclette, fotocamere digitali, videocamere, stampanti e console per videogiochi, il Giappone detiene quasi il monopolio mondiale.

## Servizi
In Giappone il settore terziario contribuisce a circa due terzi del prodotto interno lordo. Le attività principali sono quelle bancarie, assicurative, immobiliari, commerciali, dei trasporti e delle telecomunicazioni. Ad esse contribuiscono grandi gruppi locali come Mitsubishi UFJ, Mizuho, NTT, TEPCO, Nomura, Mitsubishi Estate, Tokio Marine, JR East, Seven & I ed ANA, ai primi posti al mondo per i loro fatturati.

### Trasporti
- Strade: 11,6 milioni di km.
- Autostrade: 6.070 km.
- Ferrovie: 20059 km (2007)
- Canali navigabili: 1.770 km.
- Porti principali
  - Chiba, Kōbe, Yokohama e Nagoya

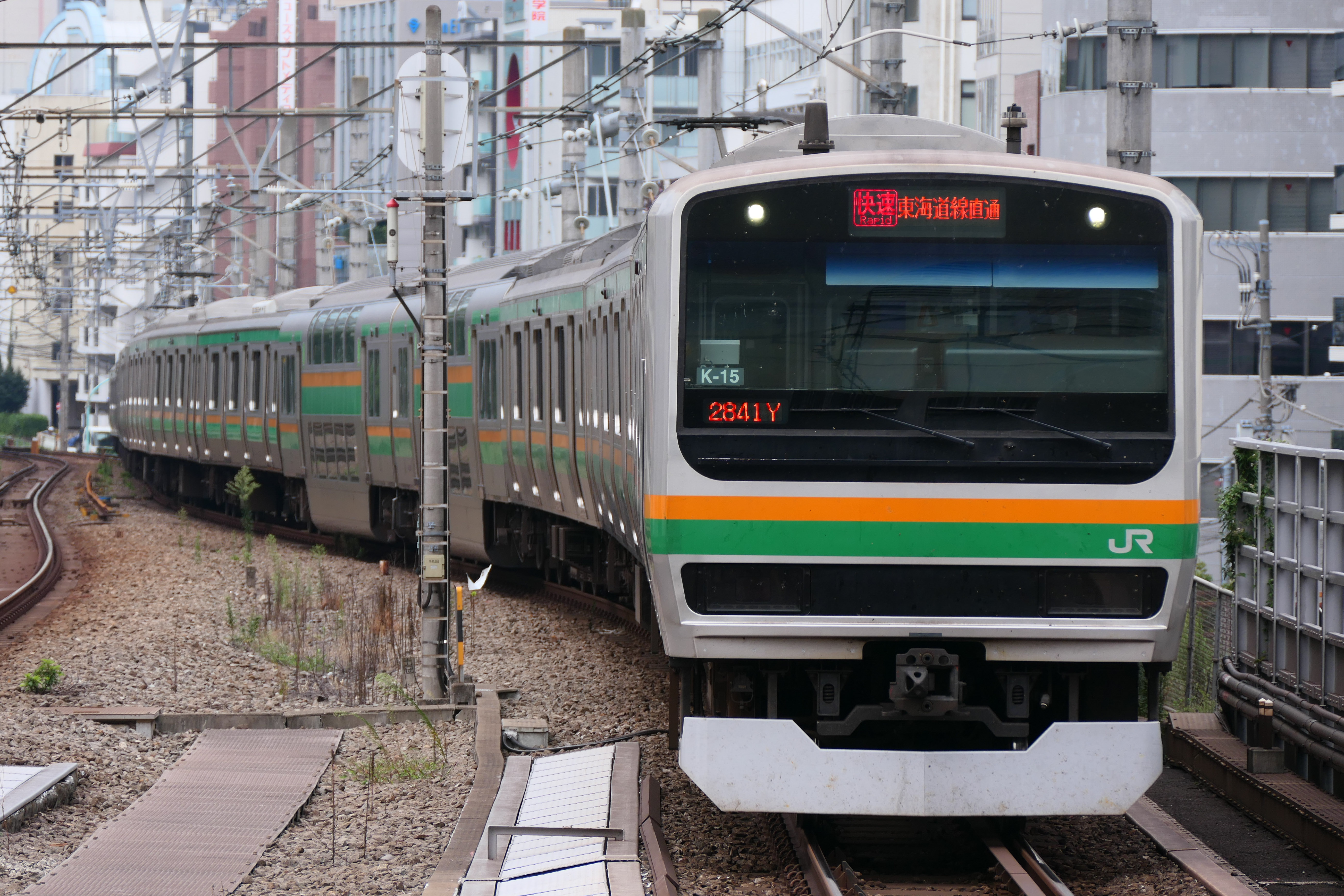
Stazione di Ebisu, Tokyo

Le strade e ferrovie costeggiano il mare, connettendo in una fitta rete di comunicazione le città costiere. Celebri sono alcuni treni superveloci Shinkansen. La compagnia di bandiera è la Japan Air Lines (JAL). Principali scali internazionali sono l'Aeroporto di Tokyo-Narita e l'Aeroporto del Kansai (Osaka).

### Turismo
Molto consistente è il turismo giapponese all'estero ed interno. Le principali mete verso l'estero sono Stati Uniti, Hong Kong e Taiwan, dove è abbastanza diffusa la lingua giapponese, poco conosciuta e parlata altrove. Altre mete sono Cina, Singapore, Thailandia e Indonesia, che negli ultimi anni hanno registrato degli aumenti vertiginosi di giapponesi. Con il sud-est asiatico, invece, il Giappone intrattiene rapporti economici e finanziari. L'isola di Bali presenta molte strutture ricettive per giapponesi con personale che sa proporre in modo adeguato gli spettacoli tradizionali. Le mete europee principali sono Francia, Regno Unito ed Italia. L'industria del Turismo in Giappone è particolarmente fiorente e molti operatori hanno sedi estere anche in Italia come la Miki Travel, JtbCorp e la H.I.S. - il maggior operatore del settore.
Le strutture ricettive giapponesi sono molto sviluppate non in relazione alle entrate dall'estero, che come abbiamo detto sono abbastanza limitate, ma in relazione al turismo interno. Gli alberghi sono ancora divisi in alberghi "per giapponesi" e alberghi "per stranieri". Per quanto riguarda gli alberghi giapponesi presentano i "tatami", stuoie di paglia, al posto di materassi, i "ryokan", locande a gestione familiare e dei villaggi vacanze situati sulle montagne oppure sulle rive dei laghi. Gli alberghi per stranieri, invece, appartengono a moderne catene alberghiere. Molti turisti, però, amano alloggiare nelle locande tradizionali per assaporare ancora meglio la tradizione del Paese. Il motivo del limitato flusso turistico dall'estero è dovuto sia alla difficoltà di raggiungere il territorio per la sua conformazione fisica e sia all'elevato tenore di vita che rende poco competitivi i soggiorni.

### Commercio estero
Le esportazioni del Giappone ammontavano a 4210 dollari pro capite nel 2005, e sono rappresentate in primo luogo da automobili e prodotti elettronici.
I suoi principali clienti sono: Stati Uniti 22.8%, Unione europea 14.5%, Cina 14.3%, Corea del Sud 7.8%, Taiwan 6.8% ed Hong Kong 5.6%. Il Paese importa soprattutto materie prime agricole e minerarie, da: Cina 20.5%, Stati Uniti 12.0%, Unione europea 10.3%, Arabia Saudita 6.4%, Emirati Arabi Uniti 5.5%, Australia 4.8%, Corea del Sud 4.7%, Indonesia 4.2%.